# Bagneux British Cemetery
Bagneux British Cemetery is een Britse militaire begraafplaats met gesneuvelden uit de Eerste Wereldoorlog en is gelegen in de Franse gemeente Gézaincourt (departement Somme). De begraafplaats werd ontworpen door Edwin Lutyens en ligt aan het einde van de Rue de la Gare op ruim 1 km ten zuidwesten van het dorpscentrum (Eglise Saint-Martin). Ze heeft een rechthoekig grondplan met een oppervlakte van ruim 3.360 m² en wordt omsloten door een natuurstenen muur. 
De toegang bevindt zich in de noordoostelijke muur en is verwerkt in een pergolaconstructie waarlangs men via een zestal treden een verhoogd terras betreedt waarop de Stone of Remembrance staat. Aan de ander kant van het terras staat een gelijkaardige pergola zoals deze gebruikt voor de toegang. Het Cross of Sacrifice staat centraal tegen de noordwestelijke muur.
Er liggen 1.373 doden waaronder 2 niet geïdentificeerde.
De begraafplaats wordt onderhouden door de Commonwealth War Graves Commission.

## Geschiedenis
De begraafplaats werd aangelegd in april 1918, na het einde van het Duitse offensief in Picardië.
Eind maart 1918 werden de 3rd, 29th en de 56th Casualty Clearing Stations naar Gézaincourt overgebracht en bleven er tot september 1918. De overleden slachtoffers van het 3rd Canadian Stationary Hospital, gevestigd in de citadel van Doullens, en deze van de 2nd Canadian Division werden ook van april tot juni hier begraven. 
De graven in Plot III, Rij A zijn van de slachtoffers van een vijandelijk bombardement op Doullens op 30 mei 1918. Daarbij waren drie verpleegsters van de Canadian Army Nursing Service.
Onder de geïdentificeerde doden zijn er 1.140 Britten, 181 Nieuw-Zeelanders, 46 Canadezen, 1 Australiërs, 2 Chinezen (tewerkgesteld bij het Chinese Labour Corps) en 1 Indiër. Kapitein Adie Wale en luitenant Alexander Goble Mitchell worden herdacht met Special Memorials omdat hun graven hier niet meer teruggevonden werden.

## Graven
- A. MacPherson, Eden Lyal Pringle en D.M.Y Baldwin waren verpleegsters in dienst bij de Canadian Army Nursing Service.

### Onderscheiden militairen
- Lumley Owen Williams Jones, brigade-generaal bij de General Staff werd onderscheiden met de Distinguished Service Order (DSO). Hij werd ook benoemd tot ridder in het Legioen van Eer (Frankrijk) en Officier in de Orde van Sint-Mauritius en Sint-Lazarus (Italië).
- Hugh Courtenay, luitenant-kolonel bij het Bedfordshire Regiment werd onderscheiden met de Distinguished Service Order en het Military Cross (DSO, MC).
- Phillip McGiveney, onderluitenant bij de Lancashire Fusiliers werd onderscheiden met de Distinguished Service Order (DSO).

Nog zestien officieren werden onderscheiden met het Military Cross (MC): 
- Lieutenant-Commander E.A. Sprange (Royal Naval Volunteer Reserve), majoor Karl Otto Siedle (Royal Field Artillery), de kapiteins Eric Gilbert Leake (Royal Air Force), Herbert John West (Bedfordshire Regiment), William Nelson Graham (Canadian Infantry) en Arthur Harold Ewing (East Yorkshire Regiment), de luitenants Edward George Cave (London Regiment), Henry McDonnell Anderson (Northumberland Fusiliers), George Victor Harrison (The King's (Liverpool Regiment), Raymond Prince Trustram (Royal Field Artillery) en Raymond Percy (The King's (Liverpool Regiment)) en de onderluitenants Vincent Brierley (King's Own (Royal Lancaster Regiment)), Robert Hendry Turnbull (Lancashire Fusiliers), Arthur Humphrey Vernall (Leicestershire Regiment), William Jackson (Northumberland Fusiliers) en Frederick John Philp (Royal Naval Volunteer Reserve).
- sergeant Albert Horace Lucas (Royal Army Medical Corps) en schutter Reuben Stanley Paul (King's Royal Rifle Corps) werden onderscheiden met de Distinguished Conduct Medal en de Military Medal (DCM, MM).
- de sergeant-majoors Charles Henry Ward (Canadian Army Medical Corps) en Frederick Rylands Graham (Royal Marine Light Infantry), korporaal Henry Morfitt (Royal Field Artillery) en pioner F.J. Clayton (Royal Engineers) werden onderscheiden met de Meritorious Service Medal (MSM).
- de sergeanten C. Langley en George William Frith (Manchester Regiment), Henry Newey (Royal Warwickshire Regiment), Thomas George Lesar (Royal Fusiliers) en Frederick Arthur Gaskell (New Zealand Rifle Brigade) werden onderscheiden met de Distinguished Conduct Medal (DCM).
- nog 45 militairen werden onderscheiden met de Military Medal, waaronder sergeant John Alexander Cass tweemaal (MM and Bar).

### Minderjarige militairen
- matroos William Alfred Carnall (Royal Naval Volunteer Reserve) en soldaat Harold Kaiwai (New Zealand Maori (Pioneer) Battalion) waren 17 jaar toen ze sneuvelden.

### Alias
- sergeant George William Frith diende onder het alias J. Smith bij het Manchester Regiment.